# Sainte-Alvère
Sainte-Alvère is een plaats en voormalige gemeente in het Franse departement Dordogne in de regio Nouvelle-Aquitaine.

## Geschiedenis
De gemeente maakte tot 22 maart 2015 deel uit van het kanton Sainte-Alvère. Sainte-Alvère werd, net als de buurtgemeente Saint-Laurent-des-Bâtons opgenomen in het op die dag gevormde kanton Périgord central. Op  1 januari 2016 de twee gemeenten tot de gemeente Sainte-Alvère-Saint-Laurent Les Bâtons. Op 1 januari 2017 fuseerde deze gemeente, die net als de voormalige gemeenten onder het arrondissement Bergerac viel, met Cendrieux tot de commune nouvelle Val de Louyre et Caudeau. Deze gemeente maakt, net als Cendrieux voor de fusie, deel uit het kanton Périgord central en het arrondissement Périgueux.

## Geografie
De oppervlakte van Sainte-Alvère bedraagt 32,9 km², de bevolkingsdichtheid is 23,7 inwoners per km².
De onderstaande kaart toont de ligging van Sainte-Alvère met de belangrijkste infrastructuur en aangrenzende gemeenten.

## Demografie
Onderstaande figuur toont het verloop van het inwonertal.

## Bezienswaardigheden
In het dorp bevinden zich de resten van het kasteel van Sainte-Alvère.
Cendrieux · Saint-Laurent-des-Bâtons · Sainte-Alvère